# 張琮 (明朝)
張琮（1463年—1530年），字廷獻，號惕庵，直隸蘇州府吳縣人，應天府江寧縣官籍，明朝政治人物。

## 生平
成化二十二年（1486年）丙午科應天府鄉試第十六名舉人。弘治三年（1490年）中式庚戌科會試第一百四十九名，二甲第六十名進士，授工部主事，改禮部主事，升禮部郎中，正德二年（1507年）闰正月改陝西右參議。當時恰逢劉瑾干涉朝政，張琮因事得罪，九月降寧州知州。劉瑾事敗，正德五年（1510年）三月升任山東道監察御史，六年巡按陕西，十二月出爲湖廣按察司副使，十年四月升贵州按察使，十一年六月升四川右布政使，轉左布政。
嘉靖即位，正德十六年（1521年）七月復除廣西左布政使，嘉靖元年二月升为都察院右副都御史、巡抚湖广，三年十一月回南京擔任南京工部右侍郎，十二月改任南京刑部右侍郎。嘉靖五年（1526年），擔任南京都察院右都御史。三年后致仕，嘉靖九年十二月去世。

## 家族
曾祖張豫，贈中書舍人；祖父張晉；父張翱，前母高氏；母李氏。具慶下。